# IJsgezicht nabij een stad
IJsgezicht nabij een stad is een schilderij van Nicolaes Berchem in het Rijksmuseum in Amsterdam.

## Voorstelling
Het stelt een winters landschap voor buiten de muren van een stad met op de achtergrond een stenen brug en een brandende oven. Op de bevroren stadsgracht staat een schimmel met daarnaast twee mannen die met elkaar in gesprek zijn. Daarvoor is een derde man bezig schaatsen onder te binden. Links trekt een man een bundel hout voort, terwijl een andere man zicht met een slee in de tegenovergestelde richting beweegt.
Het schilderij wordt door het Rijksmuseum Amsterdam gezien als pendant van een ander werk van Berchem met hetzelfde onderwerp en dezelfde afmetingen, Stadswal van Haarlem in de winter. Dit is echter niet zeker. Beide werken hebben een verschillende herkomstgeschiedenis en worden verder nergens als elkaars tegenhanger vermeld.

## Toeschrijving en datering
Het schilderij is linksonder onduidelijk gesigneerd en gedateerd ‘C.Berghem 1647’.

## Herkomst
Hoe het Rijksmuseum in het bezit kwam van het werk is niet helemaal duidelijk. Volgens het RKD-Nederlands Instituut voor Kunstgeschiedenis werd het verworven tijdens de veiling van Jan Bernd Bicker op 19 juli 1809 bij veilinghuis Philippus van der Schley in Amsterdam. Volgens de museumcatalogus van het Rijksmuseum uit 1903 is het afkomstig uit het Kabinet Van Heteren Gevers, dat op 8 juni 1809 in zijn geheel gekocht werd door het Rijksmuseum. In de lijst van werken aangekocht uit het Kabinet Van Heteren Gevens wordt vermeld ‘un beau tableaux [sic], où l'on voit un homme et un cheval, qui paraissent engourdi de froid, un traineau et d'autres accessoires’ (een mooi schilderij, waarop te zien is een man en een paard, die stijf van de kou lijken te zijn, een slee en overig bijwerk).